# بيتر كوك (فيزيائي)
بيتر كوك هو فيزيائي هولندي وهو أحد مطوري الطباعة الحجرية الضوئية التداخلية الكمية (بالإنجليزية: Quantum interferometric optical lithography)‏. وهو أحد كتّاب القياس المستند إلى بروتوكول الاشتباك، بالإضافة إلى كتاب «مقدمة عن معالجة المعلومات الضوئية الكمية» (بالإنجليزية: Introduction to Optical Quantum Information Processing)‏ مع بريندون لوفيت.
وُلِد كوك في فرايزلاند في هولندا. وتخرج عام 1997 من جامعة أوتريخت بدرجة أساسيات نظرية الكم. وحصل على درجة الدكتوراه في الفيزياء من جامعة ويلز في بانغور. وشملت تخصصات بحثه النتائج الضوئية الخطية لبرتوكولات التواصل الكمي والحساب بالإضافة إلى انتقال آني كمي وتفسير نظرية الكم. وعَمِل كوك في مجموعة تكنولوجيات حساب الكم في معمل الدفع النفّاث/ناسا في باسادينا في كاليفورنيا ومعامل هيوليت باكارد في برستل في إنجلترا وقسم المواد في جامعة إكسفورد. أما بالنسبة للوقت الحالي، فهو يدرّس ويبحث في جامعة شيفيلد.
يعيش هو وزوجته - روز روبيرتو - في شمال إنجلترا مع طفليهما.

## روابط خارجية
- https://www.nature.com/articles/444049a
- http://link.aps.org/abstract/PRL/v85/p2733
- http://link.aps.org/abstract/RMP/v79/p135
- http://www.iop.org/EJ/abstract/1367-2630/9/6/196/
- http://www.iop.org/EJ/abstract/-search=38249546.1/1367-2630/9/6/196
- http://www.iop.org/EJ/abstract/-search=38249546.2/1464-4266/7/7/006
- http://ldsd.group.shef.ac.uk/members/؟name=Kok